# 이양희 (1945년)
이양희(李良熙, 1945년 4월 9일~)는 대한민국의 정치가이다. 제15·16대 국회의원을 지냈다.

## 학력
- 서울대학교 법학 학사

## 경력
- 대통령 정무비서관
- 정무 제1차관
- 제15·16대 국회의원

## 역대 선거 결과
|  | 49.87% |

|  | 39.57% |

## 역임 직위
| 전임 오장섭 | 제7대 자유민주연합 원내총무 2000년 9월 1일~2001년 3월 25일 | 후임 이완구 |

| 전임 오장섭 | 제10대 자유민주연합 사무총장 2001년 3월 26일~2001년 10월 11일 | 후임 오장섭 |